# Rajnold Suchodolski
Rajnold Suchodolski (ur. 1804, zm. 8 września 1831 w Warszawie) – poeta polski, działacz niepodległościowy, uczestnik powstania listopadowego.
Był bratem znanego malarza Januarego. W gimnazjum w Świsłoczy należał do tajnego Towarzystwa Zorzan, związanego z Towarzystwem Filaretów.
Po wybuchu powstania 1830 roku został członkiem Towarzystwa Patriotycznego. Jako żołnierz gwardii honorowej, a później jako podchorąży 5 pułku strzelców pieszych brał udział w powstaniu listopadowym. Ranny w bitwie pod Ostrołęką. Brał udział w walkach o Warszawę we wrześniu 1831, w czasie których został ponownie ciężko ranny. Umierającego poetę przewieziono do szpitala w Ujazdowie (lub do szkoły aplikacyjnej). Na wieść o zdobyciu stolicy przez Rosjan Suchodolski pozrywał bandaże z ran i zmarł z wykrwawienia.
Jego wiersze i pieśni powstańcze zostały opublikowane w zbiorku Ulubione pieśni w 1831. Najbardziej znanymi utworami poety są pieśni Witaj, majowa jutrzenko przywołująca pamięć Konstytucji 3 Maja, Polonez Kościuszki i Pieśń rewolucyjna (Dalej bracia do bułata).